# Nesprine
 (octobre 2009).
 (novembre 2016).
Si vous disposez d'ouvrages ou d'articles de référence ou si vous connaissez des sites web de qualité traitant du thème abordé ici, merci de compléter l'article en donnant les références utiles à sa vérifiabilité et en les liant à la section « Notes et références ».
Les nesprines sont des protéines qui viennent se fixer à la membrane cytosolique (ou membrane cytoplasmique) de l'enveloppe nucléaire du noyau d'une cellule et qui se fixent aux filaments intermédiaires cytosoliques.
Elle assure l’interaction des microtubules avec l’enveloppe nucléaire sur sa face cytosolique.

## Structure
Les nesprines, qui appartiennent aux complexes LINC (linker of nucleoskeleton and cytoskeleton) qui, comme leur nom l’indique, relient  le cytosquelette au nucléosquelette à l’intérieur du noyau.

## Mécanisme d'action
Elles permettent l'ancrage de l'enveloppe nucléaire au cytosquelette.